# Tampa Bay Buccaneers 2008
La stagione 2008 dei Tampa Bay Buccaneers è stata la 33ª della franchigia nella National Football League. La squadra terminò con un bilancio positivo (9–7) ma non riuscì a difendere il titolo di campione della NFC South e non si qualificò per i playoff dopo aver perso tutte le ultime quattro partite. Poche settimane dopo la conclusione della stagione regolare, il capo-allenatore Jon Gruden fu licenziato, una mossa che sorprese i giornalisti sportivi e Gruden stesso. Anche il general manager Bruce Allen fu licenziato.

## Scelte nel Draft 2008
| Draft | Draft  | Nome           | Ruolo | College           |
| Giro  | Scelta | Nome           | Ruolo | College           |
| ----- | ------ | -------------- | ----- | ----------------- |
| 1     | 20     | Aqib Talib     | CB    | Kansas            |
| 2     | 58     | Dexter Jackson | WR/KR | Appalachian State |
| 3     | 83     | Jeremy Zuttah  | OL    | Rutgers           |
| 4     | 115    | Dre Moore      | DT    | Maryland          |
| 5     | 160    | Josh Johnson   | QB    | San Diego         |
| 6     | 175    | Geno Hayes     | LB    | Florida State     |
| 7     | 238    | Cory Boyd      | RB    | South Carolina    |

## Calendario

### Stagione regolare
| Turno | Giorno             | Data               | Ora                | Avversario           | Risultato          | Risultato          | Stadio                     | TV                 | Tabellino                                                   |
| Turno | Giorno             | Data               | Ora                | Avversario           | Punteggio          | Record             | Stadio                     | TV                 | Tabellino                                                   |
| ----- | ------------------ | ------------------ | ------------------ | -------------------- | ------------------ | ------------------ | -------------------------- | ------------------ | ----------------------------------------------------------- |
| 1     | Domenica           | September 7/9/2008 | 1:00 p.m. EDT      | @ New Orleans Saints | S 20—24            | 0—1                | Louisiana Superdome        | Fox                | Report Archiviato il 12 settembre 2008 in Internet Archive. |
| 2     | Domenica           | 14/9/2008          | 4:05 p.m. EDT      | Atlanta Falcons      | V 24—9             | 1—1                | Raymond James Stadium      | Fox                | Report Archiviato il 23 gennaio 2009 in Internet Archive.   |
| 3     | Domenica           | 21/9/2008          | 1:00 p.m. EDT      | @ Chicago Bears      | V 27—24 DTS        | 2—1                | Soldier Field              | Fox                | Report Archiviato il 10 dicembre 2008 in Internet Archive.  |
| 4     | Domenica           | 28/9/2008          | 1:00 p.m. EDT      | Green Bay Packers    | V 30—21            | 3—1                | Raymond James Stadium      | Fox                | Report Archiviato il 6 febbraio 2009 in Internet Archive.   |
| 5     | Domenica           | 5/10/2008          | 4:05 p.m. EDT      | at Denver Broncos    | S 13—16            | 3—2                | Invesco Field at Mile High | Fox                | Report Archiviato il 12 dicembre 2008 in Internet Archive.  |
| 6     | Domenica           | 12/10/2008         | 1:00 p.m. EDT      | Carolina Panthers    | V 27—3             | 4—2                | Raymond James Stadium      | Fox                | Report Archiviato il 7 marzo 2009 in Internet Archive.      |
| 7     | Domenica           | 19/10/2008         | 8:15 p.m. EDT      | Seattle Seahawks     | V 20—10            | 5—2                | Raymond James Stadium      | NBC                | Report Archiviato il 10 dicembre 2008 in Internet Archive.  |
| 8     | Domenica           | 26/10/2008         | 1:00 p.m. EDT      | at Dallas Cowboys    | S 9—13             | 5—3                | Texas Stadium              | Fox                | Report Archiviato il 6 febbraio 2009 in Internet Archive.   |
| 9     | Domenica           | 2/11/2008          | 1:00 p.m. EST      | @ Kansas City Chiefs | V 30—27 DTS        | 6—3                | Arrowhead Stadium          | Fox                | Report Archiviato il 6 febbraio 2009 in Internet Archive.   |
| 10    | Settimana di pausa | Settimana di pausa | Settimana di pausa | Settimana di pausa   | Settimana di pausa | Settimana di pausa | Settimana di pausa         | Settimana di pausa | Settimana di pausa                                          |
| 11    | Domenica           | 16/11/2008         | 1:00 p.m. EST      | Minnesota Vikings    | V 19—13            | 7—3                | Raymond James Stadium      | Fox                | Report Archiviato il 10 dicembre 2008 in Internet Archive.  |
| 12    | Domenica           | 23/11/2008         | 1:00 p.m. EST      | @ Detroit Lions      | V 38—20            | 8—3                | Ford Field                 | Fox                | Report Archiviato il 6 febbraio 2009 in Internet Archive.   |
| 13    | Domenica           | 30/11/2008         | 1:00 p.m. EST      | New Orleans Saints   | V 23—20            | 9—3                | Raymond James Stadium      | Fox                | Report Archiviato il 7 marzo 2009 in Internet Archive.      |
| 14    | Lunedì             | 8/12/2008          | 8:30 p.m. EST      | @ Carolina Panthers  | S 23—38            | 9—4                | Bank of America Stadium    | ESPN               | Report Archiviato il 13 aprile 2009 in Internet Archive.    |
| 15    | Domenica           | 14/12/2008         | 1:00 p.m. EST      | @ Atlanta Falcons    | S 10—13 DTS        | 9—5                | Georgia Dome               | Fox                | Report Archiviato il 12 aprile 2009 in Internet Archive.    |
| 16    | Domenica           | 21/12/2008         | 1:00 p.m. EST      | San Diego Chargers   | S 24—41            | 9—6                | Raymond James Stadium      | CBS                | Report Archiviato il 21 aprile 2009 in Internet Archive.    |
| 17    | Domenica           | 28/12/2008         | 1:00 p.m. EST      | Oakland Raiders      | S 24—31            | 9—7                | Raymond James Stadium      | CBS                | Report Archiviato il 13 aprile 2009 in Internet Archive.    |